# Cervera
Cervera este o localitate din provincia Lleida (comunitatea autonomă Catalonia) a Spaniei. În 2006 avea o populație de 9.305 locuitori.